# Katrina Grey
Pour les articles homonymes, voir Grey.
Katrina Grey, née Katarina Greguskov, est une actrice, réalisatrice, scénariste et productrice slovaque.

## Filmographie

### Comme actrice
- 2014 : Return of the Golden Lily (court métrage) : Ariana
- 2015 : Robinson Sweden TV Show Promo (série télévisée)
- 2016 : Hard Target 2 : Kay Sutherland
- 2016 : Brice 3 : Braïce kisseuse
- 2016 : The Last Assignment/Ib Ntsais Muang 2 : Jennie
- 2017 : Locked Up : Kat
- 2017 : Ghost House : la petite amie de Robert
- 2017 : Troy The Odyssey : Helen
- 2017 : Eullenia (série télévisée) : l'épouse de l'ambassadeur de France
- 2018 : Future Sex (mini-série) : Green
- 2018 : Daymare : Lucy
- 2018 : Captured : Emma Williams
- 2018 : Brutal : Anna
- 2018 : Soulless : Sasha

### Comme réalisatrice
- 2018 : Daymare
- 2018 : Soulless

### Comme scénariste
- 2018 : Daymare
- 2018 : Soulless

### Comme productrice
- 2018 : Daymare
- 2018 : Soulless